# Инзовка
Инзовка, Инзово или Орманджи (на украински: Інзівка, на руски: Инзовка) е село в Украйна, разположено в Приморски район, Запорожка област. През 2001 година населението му е 1339 души.

## География
Селото е разположено на десния бряг на река Лозоватка. 

## История
Днешното село е основано през 1861 година от бесарабски българи от Ташбунар, преселили се в Таврия. До 1861 г. на това място съществува ногайското селище Орманджи (Орманчик). 
През 1861 година в Орманджи е открито училище. На 17 декември 1863 година е осветена местната църква „Успение Божия Матери“. В 1892 година със средства на енориаршите е посторена каменна църква.
През 1897 година Инзовка има 1823 жители, а през 1904 - 1990. Според днанни, публикувани от Михаил Греков, към 1912 година Инзовка има 3 училища, с 5 учители и 327 ученици.
През 1924 година селото е част от Преславски район. Жителите му са 2576 души, от които 2457 - българи, 106 руснаци и 13 украинци. През 1932-1933 година Инзовка е засегната от глада в Съветска Украйна, при който умират много местни жители.
Според писателя Мишо Хаджийски в миналото Инзово е било най-богатото село в Таврия. Наричано е било „златно Инзово“. До 1917 година в него има повече от 120 конни и моторни вършачки, до 500 жетварки, 50 000 овце. Десетина селяни имат по 2-3000 декара земя.
През 1929 година в селото е открита гимназия.
По време на Втората световна война, през 1942-1943 година 174 жители на Инзовка са  изпратени принудително на цивилна работа в Германия.
През 30-те години на ХХ век църквата е закрита, а сградата се използва за колхозен склад. През 1968 година е взривена. С тухли от църквата е построен селският Дом на културата.

## Личности
- Мишо Хаджийски (1916-1944) - писател и общественик

## Галерия
- Детската градина
- Църквата
- Пощата
- Паметника на Иван Инзов
- Автобусна спирка
- Електрическа подстанция
- Табела на селото
- Река Лозоватка при Инзовка
- Мост пред селото